# Lịch sử Bồ Đào Nha
Lịch sử Bồ Đào Nha có thể được bắt nguồn từ khoảng 400.000 năm trước, khi khu vực Bồ Đào Nha ngày nay có người Homo heidelbergensis sinh sống. Hóa thạch lâu đời nhất của con người là hộp sọ được phát hiện trong hang động Aroeira ở Almonda. Sau đó, người Neanderthal đã lang thang trên phía bắc bán đảo Iberia. Homo sapiens đến Bồ Đào Nha khoảng 35.000 năm trước.
Các bộ lạc tiền Celtic như Lusitanians, Turduli và Oestriminis sống ở trung tâm và phía bắc. Ở phía nam, người Cynete sống ở vùng Algarve và Lower Alentejo trước thế kỷ thứ 6 trước Công nguyên, và đã phát triển thành phố Tartessos và ngôn ngữ Tartessian bằng văn bản, và để lại nhiều tấm bia ở phía nam đất nước Bồ Đào Nha. Đầu thiên niên kỷ thứ nhất TCN, làn sóng người Celts từ Trung Âu đã xâm chiếm và kết hôn với dân cư địa phương để tạo thành một số nhóm dân tộc và nhiều bộ lạc. Sự hiện diện của họ có thể truy nguyên, theo bình diện rộng, thông qua các bằng chứng khảo cổ và ngôn ngữ. Những người Celt thống trị khu vực phía bắc và trung tâm, trong khi miền nam giữ lại phần lớn tính cách Tartessian của nó, kết hợp với người Celt cho đến khi người La Mã tới và chinh phục vùng này. Một số khu định cư thương mại nhỏ, bán cố định được người Phoenician-Carthaginian xây dựng trên bờ biển phía nam của Algarve.
Cuộc xâm lược của người La Mã vào thế kỷ thứ 3 trước Công nguyên đã kéo dài vài thế kỷ và phát triển các tỉnh Lusitania của La Mã ở phía nam và Gallaecia ở phía bắc. Nhiều địa điểm La Mã đã được xây dựng bao gồm các công trình kỹ thuật, nhà tắm, đền thờ, cầu, đường, rạp xiếc, nhà hát, nhà của giáo dân, tiền xu, sarcophagi và gốm sứ. Như những nơi khác ở Tây Âu, đã có sự suy giảm mạnh mẽ trong cuộc sống đô thị trong thời kỳ tăm tối sau sự sụp đổ của Rome. Các bộ lạc người Đức (mà người La Mã gọi là Barbarian) kiểm soát lãnh thổ này giữa thế kỷ 5 và 8. Chúng bao gồm Vương quốc Suebi tập trung ở Braga và Vương quốc Visigoth ở phía nam. Cuối cùng, người Visigoth đã nắm quyền lực trong toàn bộ vùng đất Iberia. Dưới thời Visigoth, một tầng lớp mới xuất hiện, giới quý tộc, đóng vai trò chính trị xã hội to lớn trong thời Trung Cổ. Giáo hội cũng bắt đầu đóng một phần rất quan trọng trong bang, nhưng vì người Visigoth không biết tiếng Latinh nên các giám mục Công giáo tiếp tục hệ thống cai trị của La Mã. Các giáo sĩ bắt đầu nổi lên như một giai cấp cao cấp.
Vào năm 711-716, một cuộc xâm lược của Umayyad Caliphate Hồi giáo, bao gồm Berbers từ Bắc Phi và Ả Rập từ Trung Đông cộng với những người Hồi giáo khác từ khắp thế giới Hồi giáo, đã chinh phục Vương quốc Visigoth và thành lập Nhà nước Hồi giáo Al Andalus. Umayyads trị vì như lãnh đạo tối cao và tiến qua Iberia và Pháp cho đến Trận Tours (732) và giữ vững ở phía nam cho đến khi cuộc chiến xâm lược cuối cùng của Algarve (Gharb Al-Andalus) vào năm 1294. Lisbon và phần còn lại của những gì sẽ trở thành Bồ Đào Nha, đã bị chiếm trở lại vào đầu thế kỷ thứ 12. Vào cuối thế kỷ thứ 9, một quận có trụ sở tại khu vực Portus Cale được thành lập dưới thời vua Alfonso III của Asturias và đến thế kỷ thứ 10, Bá tước được gọi là Magnus Dux Portucalensium (Đại công tước của người Bồ Đào Nha). (Portucale, Portugale, Portugalliæ) Vương quốc Asturias sau đó bị chia cắt để miền bắc "Bồ Đào Nha" trở thành một phần của Vương quốc León.
Ban đầu là một chư hầu của Vương quốc León, Bồ Đào Nha đã lớn mạnh về quyền lực và lãnh thổ và giành được độc lập trên thực tế trong triều đại Leon bị yếu kém. Năm 1071 Garcia II của Galicia được tuyên bố là Vua Bồ Đào Nha và năm 1095, Bồ Đào Nha ly khai khỏi Vương quốc Galicia. Vào cuối thế kỷ 11, hiệp sĩ Burgundian Henry đã trở thành bá tước của Bồ Đào Nha và bảo vệ nền độc lập của mình bằng cách sáp nhập Bá quốc Bồ Đào Nha và Bá quốc Coimbra. Con trai của Henry, Afonso Henriques, tự xưng là Hoàng tử Bồ Đào Nha vào ngày 24 tháng 6 năm 1128 và Vua Bồ Đào Nha vào năm 1139 với Guimarães (Vimarens) là thủ đô. Năm 1179, một tông sắc của Giáo hoàng đã chính thức công nhận Afonso I là vua. Vùng Algarve bị chiếm lại từ người Moors năm 1249 và năm 1255 Lisbon trở thành thủ đô của nước này. Ranh giới đất đai của Bồ Đào Nha gần như không thay đổi kể từ đó.
Trong triều đại của vua John I, người Bồ Đào Nha đã đánh bại người Castili trong cuộc chiến tranh giành ngai vàng (1385) và thiết lập một liên minh chính trị với Anh (bằng Hiệp ước Windsor năm 1386) đã tồn tại và tiếp tục cho đến ngày nay. Đây là thỏa thuận quân sự lâu đời nhất thế giới giữa hai quốc gia có chủ quyền.